# 古林镇
古林镇，是中华人民共和国浙江省宁波市海曙区下辖的一个乡镇级行政单位。，因黄公林庙（谐音为黄古林，简称古林）而得名:24。

## 历史
新石器时代时已有人类活动，周朝时属鄞，秦朝时属鄞县。宋时称清道乡、桃源乡，明清时为桃源乡、通远乡、清道乡，民国时为古林乡、布政乡以及清道乡、章远乡、锡东乡的部分，1950年5月古林乡分出太平乡，布政乡分出藕池乡（薛家村从清道乡划入藕池乡）, 锡东乡改为蜃蛟乡，部分辖区划入象南乡，章远乡分为百梁乡、马湖乡、仲夏乡，1953年4月古林乡改为古林镇，1956年6月布政乡、藕池乡、塘西乡、太平乡合并为建设乡，仲夏乡、蜃蛟乡、象南乡、梅园乡合并为建丰乡，1958年10月原古林区范围组建卫星（古林）人民公社, 古林镇为古林大队（管理区），建设乡分为布政、礼嘉桥、太平3个大队（管理区），建丰乡分为鄞钢（郭江）人民公社卫星、东风2个大队（管理区），1961年6月，古林大队、太平大队合并为古林公社，布政大队、礼嘉桥大队合并为布政公社，属古林区，卫星大队、东风大队合并为蜃蛟公社，属鄞江区，1963年撤销古林区，古林公社、布政公社改属望春区，蜃蛟公社改属鄞江区，1983年6月改为古林乡、布政乡、蜃蛟乡，其中古林乡、布政乡属望春区，蜃蛟乡属鄞江区，1986年1月古林乡改为古林镇，1992年5月布政乡、蜃蛟乡并入古林镇:24，2016年9月划归海曙区管辖。

## 行政区划
古林镇下辖以下地区：
古林社区、藕池新村社区、西湖社区、盛园社区、西洋港村、葑里村、古林村、施家村、俞家村、郭夏村、鹅颈村、戴家村、布政村、葑水港村、张家潭村、宋严王村、陈横楼村、藕池村、礼嘉桥村、薛家村、包家村、蜃蛟村、前虞村、共任村、仲一村、龙三村、茂新村和三星村。